# Манастир Рустово
Манастир Рустово је женски манастир Српске православне цркве. Посвећен је Успењу Пресвете Богородице. Налази се у селу Челобрдо у Паштровићима изнад острва Свети Стефан, односно три километра узбрдо од манастира Прасквице. Старешина манастира је мати Теодора Јокић.

## Сестринство
Манастирско сестринство се према подацима из 2012. састоји од 17 сестара, од чега 14 монахиња и 3 послушнице. Сестринство се бави превођењем са руског, француског и енглеског језика, затим ткањем, везом, књиговезачким радовима и сакупљањем биља од кога се праве биљни препарати.

## Историја
Манастир Рустово се налази у Паштровској гори у зеленој шумовитој котлини, на 370 метара надморске висине, изнад Светог Стефана.
Храм Успења Пресвете Богородице, сазидан је у 14. вијеку.
Знаменити књижевник Стефан Митров Љубиша, у својој приповијеци „Кањош Мацедоновић“ записао је да је од војске Луја Маџара посјечено „четрнаест стотина глава за Голијем врхом.“ Управо, половина од ових 1400 страдалника паштровићких, које помиње, поред Стефана Митрова Љубише, и поп Сава Накићеновић сахрањено је у порти цркве посвећене Мајци Божијој у манастиру Рустово.
По предању Паштровићи су подигли ову цркву за покој душа својих очева, дједова, браће и саплеменика.
Предање каже да се негдје у 15. или 16. вијеку десила јака ерозија тла која је оштетила цркву. Прва обнова била је 1683. године, помоћу и прилозима Паштровића који су радили у Цариграду.
Године 1979. у великом земљотресу који је погодио Црну Гору, црква Мајке Божије у Рустову је јако страдала. Њена друга обнова започета је 90. година прошлога вијека.
Благословом Високопреосвећеног митрополита Амфилохија почетком овога вијека почело је и рашчишћавање земљишта око цркве и припрема за градњу конака. Господњим закриљем и великим трудом тадашњег настојатеља манастира Подмаине, архимандрита Бенедикта Јовановића полако се одмицало са радом те је 18. јануара 2004. године, на Крстовдан освећен конак и обављено прво монашење. Замонашене су три сестре. Рустово је постало манастир.Храм Успења Пресвете Богодице је подигнут на мјесту страдања 1.400 Паштровића које су у 14. вијеку побили мађарски војници под вођством краља Лудвига. Манастир је основан 2003. године, а приликом изградње манастирског конака, пронађене су кости страдалих. Овом манастиру припада Скит Св. Матроне Московске.